# Sardella
La sardella calabrese (detta anche il caviale calabrese,  rosamarina, o nudicella) è un prodotto alimentare tipico calabrese della provincia di Crotone, dell'Alto Ionio Cosentino e del Basso Ionio Cosentino, a base di salsa di bianchetti di piccolissima e/o media taglia e di peperoncino rosso dolce o piccante macinato in polvere con l'aggiunta di sale e semi di finocchio selvatico. In Calabria, come in Sicilia, con lo stesso termine si indica anche il novellame.

## Descrizione
Viene preparata con il novellame di acciughe la cui pesca avviene nei mesi di marzo e aprile e la vendita e la preparazione coinvolge la zona della costa jonica che va da Trebisacce a Corigliano. La pesca del novellame (rosamarina) riguarda in realtà tutto il litorale calabrese, sia ionico che tirrenico, ma anche le coste della Sicilia sia nel versante tirrenico, che nel canale di Sicilia. La Rosamarina di triglie, grazie al colore naturale di questi pesci, risulta al momento della pesca leggermente rosata e di gusto più dolce rispetto alla versione a base di sarde o acciughe che appare del tutto bianca. Viene impiegata per preparare delle polpette o da mangiare appena pescata, marinata con olio d'oliva e limone. 
La ricetta originale prevedeva che i pesciolini (sarde o acciughe) non fossero più lunghi di 3 cm. Nel 2006 l’Unione Europea, con il "Regolamento Mediterraneo", ha vietato la pesca del pesce azzurro di lunghezza inferiore agli 11 cm a tutela dell’ecosistema marino. Una deroga per la pesca al di sotto di questi limiti, era stata concessa alla Calabria ma è stata ritirata nel 2010.
Poiché la pesca della neonata di pesce azzurro è vietata, oggi in commercio è molto facile trovare la sardella preparata con il pesce ghiaccio, tipico delle acque salmastre della Cina e spesso utilizzato come sostituto del più pregiato bianchetto.
Le ricette di Crucoli e di Cirò prevedono una sardella cremosa in cui la neonata  non è del tutto visibile, diversamente dalle ricette di Cirò Marina e dagli altri comuni del litorale ionico. Questo aspetto consente la preparazione di sardella con sarde, senza ricorrere al pesce ghiaccio. Le ricette dei due comuni sono simili forse anche perché i centri erano collegati da una strada mulattiera diretta, ormai in disuso.

## Storia
Crucoli si è autodefinito il paese della Sardella, anche se altre località come Cirò Marina, Cariati  e Trebisacce ne rivendicano la paternità. A Crucoli, fin dal 1970,ogni seconda domenica di agosto si svolge una sagra dedicata alla sardella..